# 梦骑士
《梦骑士》是天津神界漫画有限公司推出的漫画，在《尚漫》连载漫画讲述未来人类被梦魔侵扰，人们会在梦中被梦魔攻击和腐蚀。政府为了对抗这样来路不明的敌人，就成立了保卫人类梦的组织梦骑士。属少年励志漫画，陈维东编创。